# Párek v rohlíku
Párek v rohlíku je typická varianta hot dogu z České republiky. Jedná se o formu rychlého občerstvení. Skládá se z ohřátého (někdy grilovaného) párku, případně jiné podobné uzeniny, který je vložen do rohlíku či bagety.

## Charakteristika

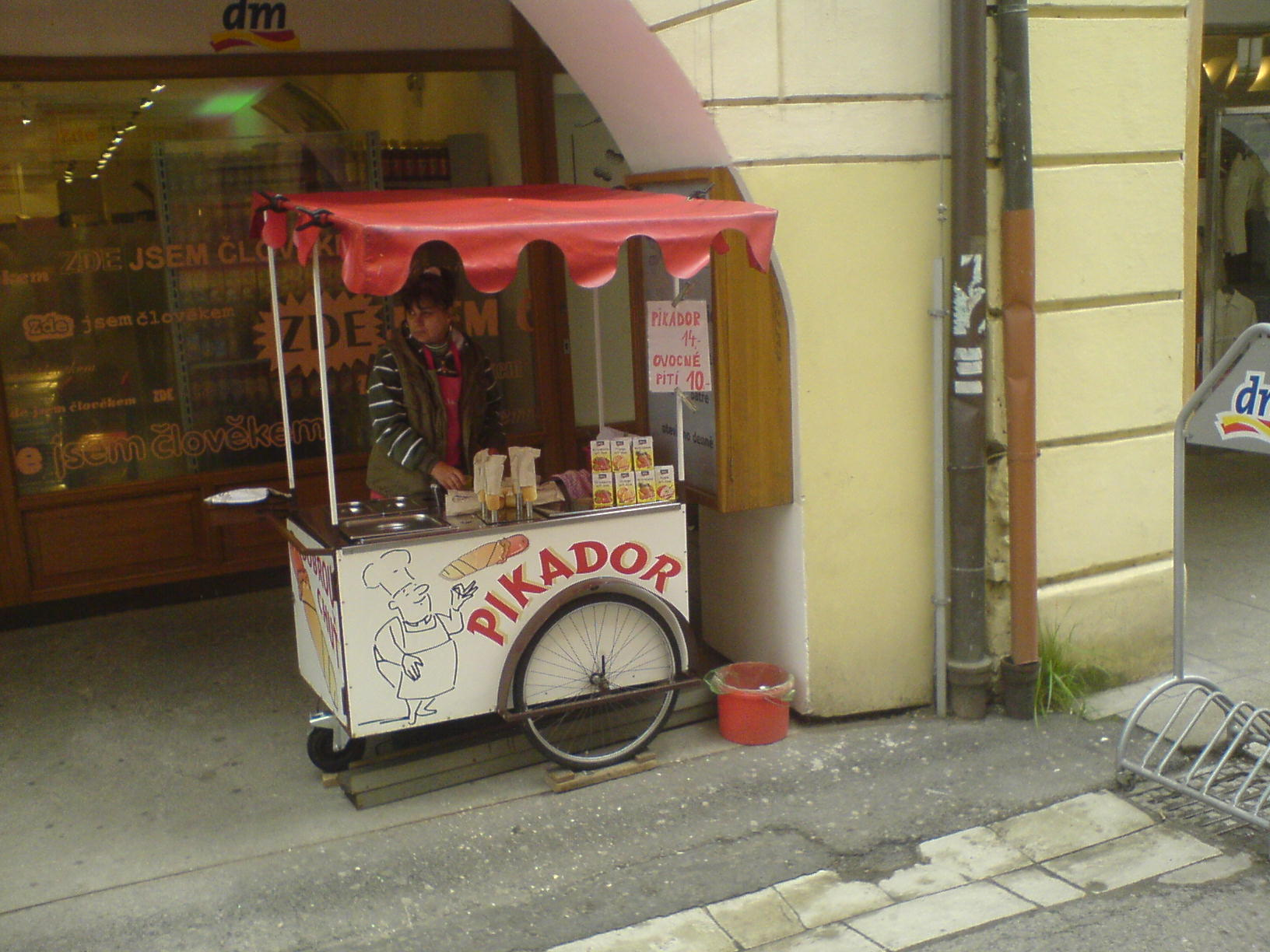
Prodej pikadorů v Českých Budějovicích

Na rozdíl od jiných variant hot dogu se pečivo nenařezává, ale odstraňuje se z něj jedna špička a do jeho zbytku se vyráží protáhlá prohlubenina (ve stravovacích zařízeních rozpékacím trnem, v domácích podmínkách např. vařečkou). Obvykle je dochucen hořčicí nebo kečupem. Prodává se zejména ve stáncích podobně jako ostatní druhy rychlého občerstvení.

## Historie
V Česku se párek v rohlíku začal prodávat údajně až od roku 1972, kdy českobudějovický řezník Václav Masopust viděl tento rychlý pokrm na své letní dovolené ve španělském Madridu. Po návratu jej jako zlepšovací návrh zavedl ve své provozovně v Krajinské ulici v Českých Budějovicích a označil jej jako pikador podle zápasníků s býky, kteří jsou vybaveni kopím (píkou). Pod tímto názvem jsou v jižních Čechách párky v rohlíku známy dosud.